# .lr
.lr è il dominio di primo livello nazionale assegnato alla Liberia.

## Domini di secondo livello
Sono disponibili i seguenti domini di secondo livello:
- .com.lr
- .edu.lr
- .gov.lr
- .org.lr
- .net.lr